# Теодрада де Труа
Теодрада де Труа (фр. Théodorade de Troyes; около 868 — 18 октября после 900) — королева Западно-Франкского королевства в 888—898 годах, жена короля Эда I Парижского.

## Биография
Точное происхождение Теодрады в прижизненных источниках не упоминается. Согласно Europäische Stammtafeln, она была дочерью графа Лана Аледрама II и, вероятно, внучкой графа Труа Аледрама I. Кристиан Сеттипани сомневался в этом известии, утверждая, что для этого брака не было оснований. Однако граф Теодорик, вероятный сын Аледрама II, упоминается в «Ведастинских анналах» как могущественный союзник мужа Теодрады Эда, что может быть объяснено родственными связями.
В 884 году Теодрада сочеталась браком с графом Парижа Эдом, который через четыре года после свадьбы был увенчан короной и стал королём Франции, в то время как Карл, сын от второго брака Людовика II Заики с Аделаидой Парижской, мать которого обвинили в супружеской измене, был отстранён от власти. Только после смерти Эда в 898 году Карл стал королём Франции (под именем Карл III).
Теодрада родила своему супругу трёх сыновей, которые, тем не менее, не признавались как престолонаследники. Ни один из них не прожил больше пятнадцати лет.
После смерти Эда Теодрада вышла замуж вторично. Она умерла 18 октября после 900 года.

### Семья
1-й муж: с 884 года — Эд I Парижский (около 856 — 3 января 898), король Западно-Франкского королевства в 888—898 годах. Дети:
- Рауль (около 882—898)
- Арнульф (885—898)
- Ги (888 — ?)

2-й муж: Оттон (умер 19 июня после 900). Неизвестно, были ли от этого брака дети.